# Białoruskie Zeszyty Historyczne
«Белорусские исторические тетради» (пол. Białoruskie Zeszyty Historyczne, бел. Беларускія гістарычныя сшыткі) — журнал, печатный орган Беларусского исторического общества. Издается с 1994 в Белостоке 2 раза в год на польском, беларусском и русском языках, в последнее время стал ежегодником.
Публикует научные статьи, обзоры, рефераты, биографические и архивные материалы, рецензии. Публикации освещают политическую, социальную и хозяйственную историю Беларуси, вопросы культуры, демографии, исторической географии Беларуси, а также беларусское общественно-политическое движение в Польше.
Первые четыре выпуска вышли под редакцией Юрки Калины, редактор последующих номеров Евгений Миронович.